# Leptispa
Leptispa es un género de escarabajos de la familia Chrysomelidae. El género fue descrito científicamente primero por Baly en 1858. Esta es una lista de especies perteneciente a este género:
- Leptispa abdominalis (Baly, 1858)
- Leptispa allardi (Baly, 18891890)
- Leptispa anceyi (Pic, 1924)
- Leptispa angolensis (Pic, 1931)
- Leptispa angulata Uhmann, 1954
- Leptispa angustata (Pic, 1951)
- Leptispa angustata (Pic, 1953)
- Leptispa angustior (Pic, 1951)
- Leptispa anu (Basu, 1999)
- Leptispa arundina Maulik, 1937
- Leptispa atra (Gestro, 1917)
- Leptispa atripes (Pic, 1925)
- Leptispa bambuse Voronova & Zaitzev, 1982
- Leptispa bengalensis Takizawa, 1989
- Leptispa bicolor (Pic, 1929)
- Leptispa bicoloripennis Voronova & Zaitzev, 1982
- Leptispa bicornis (Spaeth, 1933)
- Leptispa bifoveolata (Pic, 1951)
- Leptispa bouchardi (Gestro, 1906)
- Leptispa clavareaui (Weise, 1902)
- Leptispa collaris (Chen & Yu, 1961)
- Leptispa collarti (Uhmann, 1936)
- Leptispa conicicollis Voronova & Zaitzev, 1982
- Leptispa cornuta (Uhmann, 1936)
- Leptispa denticulata Achard, 1917
- Leptispa distincta (Gestro, 19061908)
- Leptispa donckieri Pic, 1925
- Leptispa filiformis (Germar, 1842)
- Leptispa formosana Chûjô, 1934
- Leptispa frontalis (Weise, 1903)
- Leptispa godwini (Baly, 1869)
- Leptispa gracilis Péringuey, 1898
- Leptispa graminum Gestro, 1906
- Leptispa grandis Pic, 1937
- Leptispa hova (Gestro, 1909)
- Leptispa impressa (Uhmann, 1939)
- Leptispa impressicollis (Pic, 1939)
- Leptispa impressithorax (Pic, 1953)
- Leptispa inculta Gestro, 1908
- Leptispa intermedia Uhmann, 1949
- Leptispa irregularis (Pic, 1951)
- Leptispa kanistha (Basu, 1999)
- Leptispa krishna (Basu, 1999)
- Leptispa latifrons (Weise, 1904)
- Leptispa latior Pic, 1925
- Leptispa longipennis (Gestro, 1890)
- Leptispa longissima Pic, 1924
- Leptispa madagassa (Weise, 1909)
- Leptispa magna (Chen & Yu, 1962)
- Leptispa malaisei Uhmann, 1939
- Leptispa medvedevi Voronova & Zaitzev, 1982
- Leptispa miwai Chûjô, 1933
- Leptispa miyamotoi (Kimoto, 1957)
- Leptispa natalensis Baly, 1858
- Leptispa nigra (Weise, 1904)
- Leptispa notaticollis Pic, 1925
- Leptispa parallela (Gestro, 1890)
- Leptispa perforata Pic, 1925
- Leptispa perroti (Gestro, 1909)
- Leptispa pici (Uhmann, 1958)
- Leptispa piriformis Uhmann, 1960
- Leptispa punctata Uhmann, 1954
- Leptispa pygmaea (Baly, 1858)
- Leptispa quadraticollis (Fairmaire, 1884)
- Leptispa ruandana Uhmann, 1942
- Leptispa rufithorax (Maulik, 1919)
- Leptispa rugifrons Uhmann, 1938
- Leptispa samkirna Maulik, 1919
- Leptispa sebakuena Péringuey, 1908
- Leptispa sobrina Péringuey, 1908
- Leptispa stigmata Uhmann, 1964
- Leptispa taguchii Chûjô, 1956
- Leptispa tonkinea (Pic, 1929)
- Leptispa virida (Gressitt, 1950)